# Сергій Корольов (монета)
«Сергі́й Корольо́в» — ювілейна монета номіналом 2 гривні, випущена Національним банком України. Присвячена видатному вченому і конструктору Сергію Павловичу Корольову (1907—1966), під керівництвом якого були створені балістичні та геофізичні ракети, космічні кораблі, супутникові серії, перша автоматична міжпланетна станція «Зонд».
Монету введено в обіг 12 січня 2007 року. Вона належить до серії «Видатні особистості України».

## Опис та характеристики монети
| Номінал грн. | Метал      | Маса, грам | Діаметр, мм. | Якість виготовлення       | Гурт     | Тираж, штук |
| ------------ | ---------- | ---------- | ------------ | ------------------------- | -------- | ----------- |
| 2            | нейзильбер | 12,8       | 31           | спеціальний анциркулейтед | рифлений | 35 000      |

### Аверс
На аверсі монети угорі розміщено малий Державний Герб України, під яким напис у три рядки — «НАЦІОНАЛЬНИЙ БАНК УКРАЇНИ», стилізоване зображення ракети перед запуском. Унизу — написи: «2 ГРИВНІ/ 2007» та логотип Монетного двору Національного банку України.

### Реверс
На реверсі монети зображено портрет Сергія Корольова та стилізовані зірки, розміщено: праворуч у два рядки роки життя — «1907—1966», ліворуч — факсиміле та унизу півколом напис — «СЕРГІЙ КОРОЛЬОВ».

## Автори

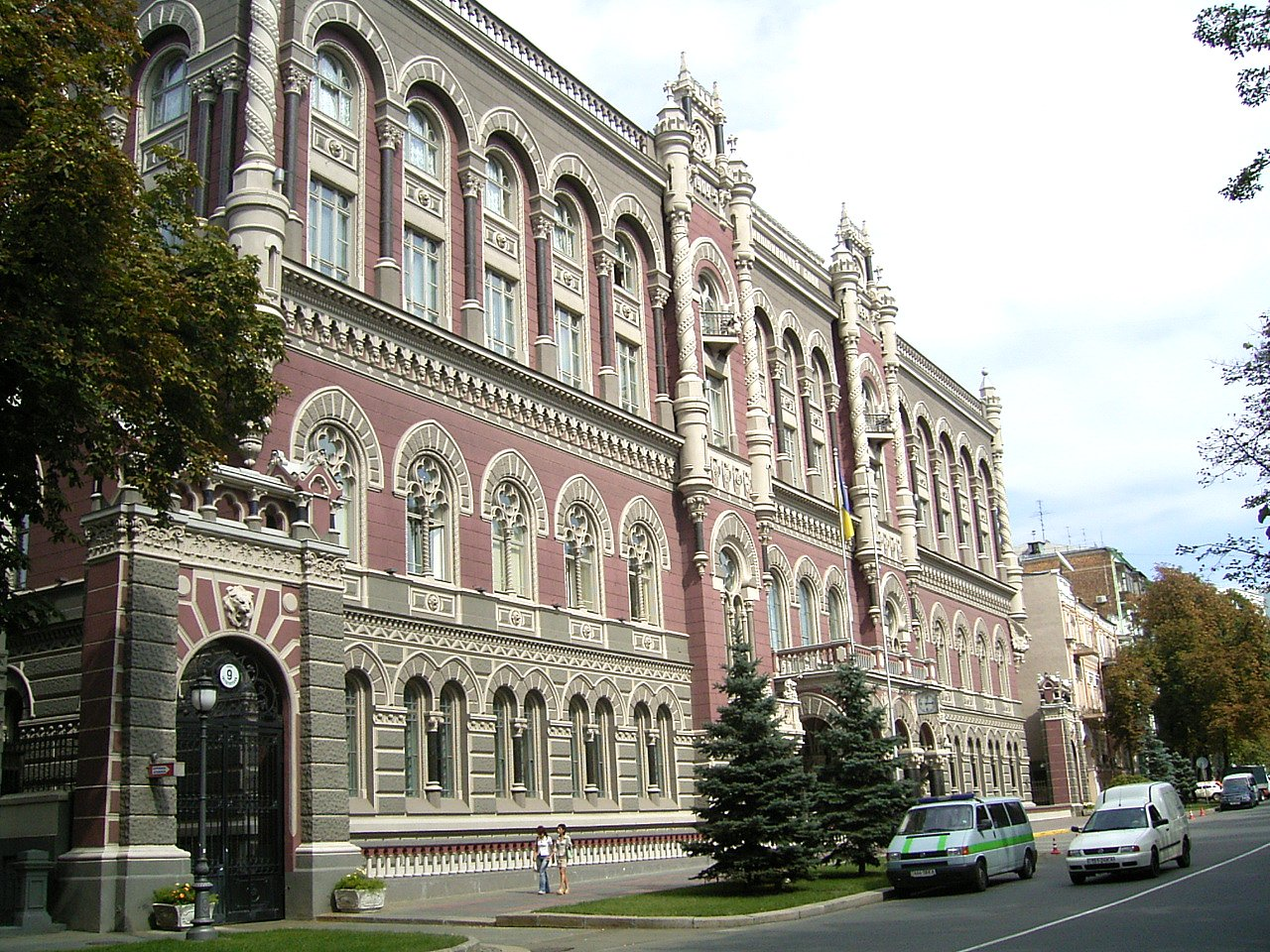
Будівля Національного банку України

- Художники: Груденко Борис, Дем'яненко Анатолій.
- Скульптори: Атаманчук Володимир, Дем'яненко Володимир.

## Вартість монети
Ціна монети — 15 гривень, була зазначена на сайті Національного банку України 2011 року.
Фактична приблизна вартість монети з роками змінювалася так:
| Рік        | 2010 | 2011 | 2012 | 2013 | 2014 | 2015 | 2016 | 2017 | 2018 | 2019 | 2020 | 2021 | 2022 | 2023 | 2024 | 2025 |
| ---------- | ---- | ---- | ---- | ---- | ---- | ---- | ---- | ---- | ---- | ---- | ---- | ---- | ---- | ---- | ---- | ---- |
| Ціна, грн. | 35   | 40   | 40   | 40   | 60   | 75   | 100  | 140  | 175  | 180  | 190  | 200  | 210  | 260  | 290  | 310  |